# Calverstown
Calverstown (en gaèlic irlandès Baile an Chalbhaigh) és una petita vila d'Irlanda, al comtat de Kildare, a la província de Leinster. Es troba a 6 kilòmetres al sud de la vila de Kilcullen i a uns 16 kilòmetres de cadascuna de les ciutats d'Athy, Kildare, Naas i Newbridge. És un antic assentament situat a prop dels jaciments arqueològics de Dún Ailinne i Old Kilcullen. En el Cens de 2006 tenia 650 habitants.

## Història
Calverstown ha existit com a ubicació amb nom des del l'alta edat mitjana. Una de les primeres referències a les terres descrites com "Terra Filips vituli" (llatí per a "terra de les vedelles de Felip") proporciona una confirmació no auditada en forma de petició als Hospitalers Reials de Kilmainham de la llista de llurs possessions al papa Innocenci III en 1212. El nom irlandès Ball an Chalbhaigh va ser anglicitzat com a Ballinchalwey, Ballinchallowe i Ballinchalloe.
En una nota a una edició del relat de Richard de Ledrede del Judici de Bruixeria Kyteler de Wright (1843, 56-7) van assenyalar que Walter le Veele o vedella, de Calfstown va ser rector de la Catedral de Kildare i va ser fet bisbe de Kildare en 1299. Ell va comprar el senyoriu de Norragh, on es trobava Calverstown, a Geoffrey de Norragh abans de la seva mort en 1332. La baronia va ser heretada pel seu nebot John Calf, qui la va passar al seu fill Sir Robert Calf i a la seva filla Elizabeth Calf qui es va casar amb William Wellesley de Baronsrath, els dels quals hereus heretaren la baronia. El nom de la ciutat sembla derivat del nom anglicitzat de la família le Veele.
S'esmenta de forma explícita un lloguer de Gerald comte de Kildare iniciat en 1518. I en les extenses possessions monàstiques irlandeses 1540 - 1541. En el primer cas, el nom s'escriu Calfiston, en aquest últim Calveston.
L'Enquesta Civil de 1656 dut a terme per Sir Robert Dixon va assenyalar que en 1641 Calverstown contenia 760 acres irlandesos de terra i tenia un castell i una pedrera (Simington 1952, 98).
La població, el traçat dels carrers i l'ús del sòl han canviat poc en els darrers dos segles i mig. Un mapa de 1752 mostra una disposició molt similar a la d'avui. L'entorn natural reflecteix el predomini de les terres agrícoles tancades ben establerta. Això és en l'actualitat pastures o conreu, alguns dels quals han sucumbit al desenvolupament residencial.

### Batalles de Ballyshannon i Kilrush
Dues batalles han tingut lloc a la vora. En 738 la batalla d'Uchbad (Ballyshannon, Grid reference N78830), on Aed Allin derrotà els Laigin i establí l'hegemonia de Kildare sobre el regne de Leinster que duraria els propers 300 anys. En 1642, James Butler, comte d'Ormond va derrotar el seu cosí segon Richard Butler, Lord Mountgarrett, als alts turons de Kilrush i Bullhill, una victòria considerada tan important que la Casa dels Comuns Anglesa votà per regalar-li una joia de £500 i demanà al rei fer-lo cavaller de l'Orde de la Lligacama. L'encontre va tenir lloc en el lloc conegut com a Battlemount (Grid reference S 77276). Guillaume le Maréchal (o William Marshall), comte de Pembroke i gendre de Strongbow, hi fundà una abadia Augustinian a Kilrush a començaments del segle xiii que va subsistir fins a la dissolució dels monestirs en 1540.